# 유수현 (축구인)
유수현(柳秀賢, 1986년 5월 13일 ~ )은 대한민국의 전직 축구 선수이며 포지션은 미드필더이다.

## 축구인 경력

### 선수 경력
2009년 수원시청에 입단하였으며 2010년 전남 드래곤즈에 드래프트를 통해 입단하였으나 1시즌 간 리그 1경기 출전에 그쳤다.
2011년 수원시청으로 복귀하였으며 2013년 팀이 K리그 챌린지에 참가하게 되면서 프로 무대에 복귀하였다. 그 해 6월 6일 경찰과의 경기에서 도움 해트트릭을 기록하였다.